# Haixi

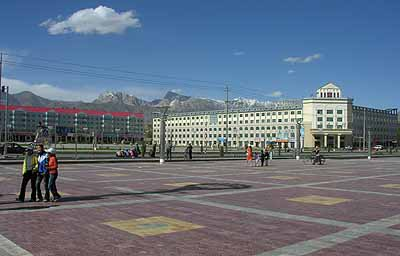
Straßenszene in Delhi, der Bezirkshauptstadt

Der autonome Bezirk Haixi der Mongolen und Tibeter (mongolisch: ᠬᠠᠶᠢᠰᠢ ᠶᠢᠨ ᠮᠣᠩᠭᠣᠯ ᠲᠥᠪᠡᠳ ᠦᠨᠳᠦᠰᠦᠲᠡᠨ ᠦ ᠥᠪᠡᠷᠲᠡᠭᠡᠨ ᠵᠠᠰᠠᠬᠤ ᠵᠧᠦ, in offizieller Transkription Hayixi-yin Mônggôl Tubod undusuten-u oberdegen jasahû jeu; tibetisch མཚོ་ནུབ་སོག་རིགས་ཆ་བོད་རིགས་རང་སྐྱོང་ཁུལ་, Wylie-Transliteration: Mtsho-nub Sog-rigs dang Bod-rigs rang-skyong-khul; chinesisch 海西蒙古族藏族自治州, Pinyin Hǎixī Měnggǔzú Zàngzú Zìzhìzhōu) liegt im Nordwesten und Südwesten der chinesischen Provinz Qinghai und ist der tibetischen Kulturregion Amdo zuzurechnen.
Hauptstadt und Sitz der Bezirksverwaltung von Haixi ist die Stadt Delhi (德令哈市 Delingha Shi). Haixi hat eine Fläche von 300.855 km² (entspricht mehr als 84 % der Gesamtfläche Deutschlands). Dem autonomen Bezirk unterstehen auf Kreisebene die beiden Städte Golmud (Ge'ermu Shi) und Delhi, sowie die drei Kreise Têmqên, Ulan und Dulan.

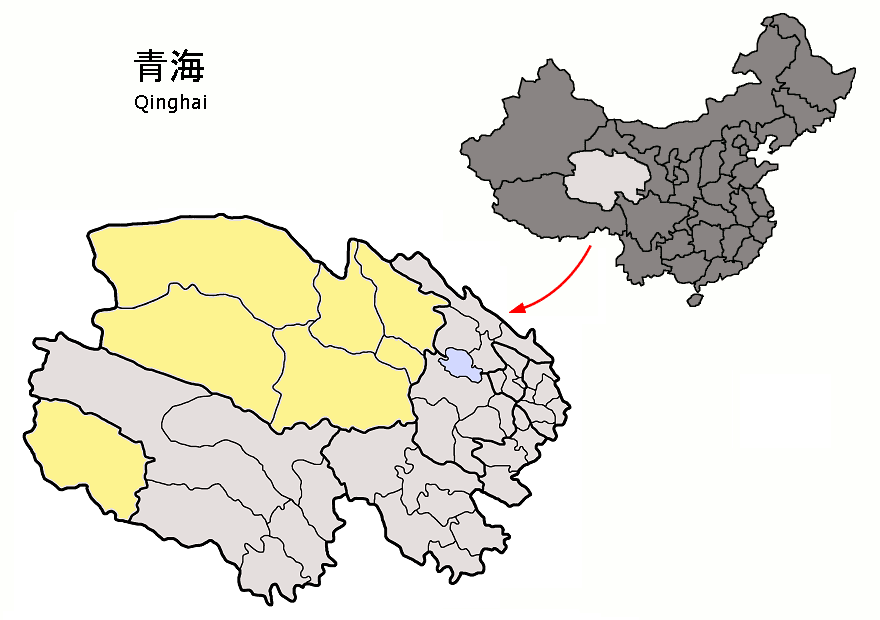
Lage von Haixi innerhalb der Grenzen der Provinz Qinghai

Die Einwohnerzahl beträgt 468.216 (Stand: Zensus 2020). Beim Zensus im Jahr 2010 hatte Haixi 489.338 Einwohner (Bevölkerungsdichte: 1,70 Einw./km²).

## Administrative Gliederung
Der autonome Bezirk Haixi der Mongolen und Tibeter setzt sich auf Kreisebene aus drei kreisfreien Städten, drei Kreisen und zwei „Verwaltungskomitees“ zusammen. Diese sind:
- Stadt Delhi – 德令哈市 Délìnghā Shì;
- Stadt Golmud – 格尔木市 Gé'ěrmù Shì;
- Stadt Mangnai – 茫崖市 Mángyá Shì;

- Kreis Ulan – 乌兰县 Wūlán Xiàn;
- Kreis Dulan – 都兰县 Dūlán Xiàn;
- Kreis Têmqên – 天峻县 Tiānjùn Xiàn;

- Verwaltungskomitee Lenghu – 冷湖行政委员会 Lěnghú Xíngzhèng Wěiyuánhuì;
- Verwaltungskomitee Da Qaidam – 大柴旦行政委员会 Dàcháidàn Xíngzhèng Wěiyuánhuì.

## Ethnische Gliederung der Bevölkerung (2000)
| Name des Volkes | Einwohner | Anteil  |
| --------------- | --------- | ------- |
| Han             | 215.706   | 64,95 % |
| Tibeter         | 40.371    | 12,16 % |
| Hui             | 39.644    | 11,94 % |
| Mongolen        | 24.020    | 7,23 %  |
| Tu              | 5.792     | 1,74 %  |
| Salar           | 3.569     | 1,07 %  |
| Dongxiang       | 1.026     | 0,31 %  |
| Mandschu        | 544       | 0,16 %  |
| Tujia           | 422       | 0,13 %  |
| Kasachen        | 380       | 0,11 %  |
| Sonstige        | 620       | 0,2 %   |